# Pearl (drag queen)
Pearl, coneguda ocasionalment com a Pearl Liaison, és el nom artístic de l'intèrpret drag i productor discogràfic nord-americà Matthew James Lent, que va cridar l'atenció internacional en la setena temporada de RuPaul's Drag Race, acabant subcampió conjuntament amb Ginger Minj.

## Primers anys de vida
Lent va créixer a St. Petersburg, Florida, amb la seva mare i les seves dues germanes. Va passar temps dibuixant "dames riques amb grans anells de diamants i pells", que finalment es van transformar en el seu personatge drag.

## Carrera d'arrossegament
Després de traslladar-se a Chicago, Lent va començar a actuar en drag el 2012, al costat de Kim Chi i Trixie Mattel, fent servir el nom artístic Pearl. Ha descrit el personatge de Pearl com una "gossa robot de la dona de Stepford ". Al principi, Lent només tenia previst utilitzar el drag com a hobby, però ràpidament va començar a reservar concerts amb una freqüència creixent. Més tard es va traslladar a Brooklyn, Nova York.
El desembre de 2014, Pearl es va anunciar com a participant de la setena temporada de la sèrie de televisió de realitat Logo TV RuPaul's Drag Race. Malgrat un inici lent de la competició, Pearl es va recuperar per guanyar dos reptes principals i, finalment, es va convertir en finalista al costat dels seus companys Ginger Minj i Violet Chachki. Al final de la temporada, Violet Chachki va ser coronada com a guanyadora, deixant a Pearl com a subcampiona. Després de la sèrie, Pearl va afirmar que la seva falta d'entusiasme cap al programa mentre hi apareixia es va deure a un comentari negatiu primerenc cap a ella per part de RuPaul que no va ser filmat; com a resultat, diu que no ha estat convidada de nou per a un All Stars.
Pearl ha estat descrita com la mare drag de Scarlet Envy, que va aparèixer a la temporada 11 de RuPaul's Drag Race. Pearl ho va negar en una entrevista el juliol del 2019, descrivint Scarlet com simplement una bona amiga seva.